# Acústica no lineal
La acústica no lineal (ANL) es una rama de la acústica que estudia las propiedades de las ondas de sonido de grandes amplitudes. Estas amplitudes requieren sistemas completos de las ecuaciones de la dinámica de fluidos —en líquidos y gases— y elasticidad —en sólidos—. Estas ecuaciones son generalmente no lineales, y no es posible su linealización tradicional. Sus soluciones muestran que, debido a los efectos de la no linealidad, las ondas de sonido son distorsionadas mientras se desplazan.

## Introducción
Una onda sonora se propaga a través de un material como un cambio localizado de presión. Aumentar la presión de un fluido incrementa su temperatura local. La velocidad del sonido local en un material compresible aumenta con la temperatura; como resultado, la onda viaja más rápido durante la fase de alta presión de la oscilación en comparación a la fase de baja presión. Esto afecta la estructura de la frecuencia de la onda. Por ejemplo, en una onda sinusoidal inicialmente plana de una sola frecuencia, las crestas de la onda viajan más rápido que los valles, y el pulso se vuelve acumulativo, como una onda de sierra. Es decir, la onda se distorsiona a sí misma. En este proceso, aparecen otros componentes de la frecuencia, los cuales pueden ser descritos mediante una serie de Fourier. Este fenómeno es característico de un sistema no lineal, ya que un sistema de acústico lineal responde únicamente a la frecuencia. Esto ocurre siempre pero los efectos de la propagación geométrica y de la absorción suelen superar la distorsión propia, por lo que el comportamiento lineal suele prevalecer y la propagación acústica no lineal ocurre solo para grandes amplitudes y solo cerca de la fuente.
Además, ondas de diferente amplitud generan diferentes gradientes de presión, contribuyendo al efecto no lineal.

## Análisis físico
Los cambios de presión en un medio producen que la energía de la onda se transfiera a armonías más altas. Como la atenuación por lo general aumenta con la frecuencia, un contraefecto existe que cambia la naturaleza del efecto no lineal a través de la distancia. Para describir el nivel de no linealidad de los materiales, puede dárseles un parámetro de no linealidad, B/A. Los valores de A y de B son los coeficientes de los términos de primer y segundo orden de la expansión de la serie de Taylor de la ecuación que relaciona la presión del material con su densidad. Esta serie tiene más términos y, por lo tanto, más coeficientes (C, D, …), pero rara vez son usados. Valores típicos para el parámetro de no linealidad en medios biológicos se muestran en la siguiente tabla.
| Material        | B/A  |
| --------------- | ---- |
| Sangre          | 6,1  |
| Cerebro         | 6,6  |
| Grasa           | 10   |
| Hígado          | 6,8  |
| Músculo         | 7,4  |
| Agua            | 5,2  |
| Gas monoatómico | 0,67 |

En un líquido por lo general se utiliza un coeficiente modificador conocido como {\displaystyle \beta =1+{\frac {B}{2A}}\,}.

## Modelo matemático

### Ecuaciones gobernantes para derivar la Ecuación de Westervelt
Continuidad:
{\displaystyle {\frac {\partial \rho }{\partial t}}+\nabla \cdot (\rho {\textbf {u}})=0}
Conservación de la cantidad de movimiento:
{\displaystyle \rho \left({\frac {\partial {\textbf {u}}}{\partial t}}+{\textbf {u}}\cdot \nabla {\textbf {u}}\right)+\nabla p=(\lambda +2\mu )\nabla (\nabla \cdot {\textbf {u}})}
con la teoría perturbacional de Taylor para la densidad:
{\displaystyle \rho =\sum _{0}^{\infty }\varepsilon ^{i}\rho _{i}}
donde ε es un parámetro pequeño —es decir, el parámetro de perturbación—, la ecuación de estado se convierte en
{\displaystyle p=\varepsilon \rho _{1}c_{0}^{2}\left(1+\varepsilon {\frac {B}{2!A}}{\frac {\rho _{1}}{\rho _{0}}}+O(\varepsilon ^{2})\right)}
Si se descarta el segundo término de presión en la expansión de Taylor, se puede derivar la ecuación de onda viscosa. Si no se descarta, el término no lineal en la presión aparece la ecuación de Westervelt.

### Ecuación de Westervelt
La ecuación general de onda que incluye la no-linealidad hasta el segundo orden es la denominada ecuación de Westervelt
{\displaystyle \,\nabla ^{2}p-{\frac {1}{c_{0}^{2}}}{\frac {\partial ^{2}p}{\partial t^{2}}}+{\frac {\delta }{c_{0}^{4}}}{\frac {\partial ^{3}p}{\partial t^{3}}}=-{\frac {\beta }{\rho _{0}c_{0}^{4}}}{\frac {\partial ^{2}p^{2}}{\partial t^{2}}}\,},
donde {\displaystyle p} es la presión del sonido, {\displaystyle c_{0}} es la velocidad del sonido de la señal pequeña, {\displaystyle \delta } es la difusividad del sonido, {\displaystyle \beta } es el coeficiente de no linealidad y {\displaystyle \rho _{0}} es la densidad del ambiente.
La difusividad del sonido está dada por
{\displaystyle \,\delta ={\frac {1}{\rho _{0}}}\left({\frac {4}{3}}\mu +\mu _{B}\right)+{\frac {k}{\rho _{0}}}\left({\frac {1}{c_{v}}}-{\frac {1}{c_{p}}}\right)}
donde {\displaystyle \mu } es la viscosidad de corte, {\displaystyle \mu _{B}} la viscosidad aparente, {\displaystyle k} la conductividad térmica, {\displaystyle c_{v}} y {\displaystyle c_{p}} el calor específico a un volumen constante y la presión, respectivamente.

### Ecuación de Burgers
[TA]: Ecuación de Burgers
La ecuación de Westervelt se puede simplificar para tomar una forma unidimensional, asumiendo ondas que se propagan estrictamente hacia adelante y el uso de una transformación de coordenadas a un intervalo de tiempo retardado:
{\displaystyle {\frac {\partial p}{\partial z}}-{\frac {\beta }{\rho _{0}c_{0}^{3}}}p{\frac {\partial p}{\partial \tau }}={\frac {\delta }{2c_{0}^{3}}}{\frac {\partial ^{2}p}{\partial \tau ^{2}}}}
donde {\displaystyle \tau =t-z/c_{0}} es el tiempo retardado. Esto corresponde a una ecuación viscosa de Burgers:
{\displaystyle {\frac {\partial y}{\partial t'}}+y{\frac {\partial y}{\partial x}}=d{\frac {\partial ^{2}y}{\partial x^{2}}}}
en el campo de presión (y=p), con una «variable de tiempo» matemática:
{\displaystyle t'={\frac {z}{c_{0}}}}
y con una «variable de espacio»:
{\displaystyle x=-{\frac {\rho _{0}c_{0}^{2}}{\beta }}\tau }
y un coeficiente de difusión negativo:
{\displaystyle d=-{\frac {\rho _{0}c_{0}}{2\beta ^{2}}}\delta }.
La ecuación de Burgers es la ecuación más simple que describe los efectos combinados de la no linealidad y las pérdidas en la propagación de ondas progresivas.

### Ecuación de KZK
Una mejora a la ecuación de Burgers que toma en cuenta los efectos combinados de la no linealidad, difracción y absorción en ondas de sonido direccionales está descrita por la ecuación de Khokhlov-Zabolotskaya-Kuznetsov (KZK), llamada así por Rem Khokhlov, Evgenia Zabolotskaya, y V. P. Kuznetsov.
Las soluciones a esta ecuación se utilizan por lo general para modelar acústicas no lineales.
Si el eje {\displaystyle z} está en la dirección del camino del haz de sonido y el plano {\displaystyle (x,y)} es perpendicular a él, la ecuación de KZK puede ser escrita como
{\displaystyle \,{\frac {\partial ^{2}p}{\partial z\partial \tau }}={\frac {c_{0}}{2}}\nabla _{\perp }^{2}p+{\frac {\delta }{2c_{0}^{3}}}{\frac {\partial ^{3}p}{\partial \tau ^{3}}}+{\frac {\beta }{2\rho _{0}c_{0}^{3}}}{\frac {\partial ^{2}p^{2}}{\partial \tau ^{2}}}\,}.
La ecuación se puede resolver para un sistema particular utilizando un sistema de diferencias finitas. Tales soluciones muestran cómo el haz de sonido se distorsiona a medida que viaja a través de un medio no lineal.

## Casos comunes

### Explosión sónica
El comportamiento no lineal de la atmósfera produce el cambio de la forma de onda en una explosión sónica. Por lo general, esto hace a la explosión más 'aguda' o repentina, ya que la cresta de gran amplitud se mueve al frente de onda

### Levitación acústica
La levitación acústica en la práctica no sería posible sin entender los fenómenos acústicos no lineales. Estos efectos son particularmente evidentes debido a las ondas acústicas de gran potencia que están implicadas.

### Ondas ultrasónicas
Debido a la alta relación longitud de onda-amplitud, las ondas ultrasónicas suelen mostrar un comportamiento de propagación no lineal. Por ejemplo, la acústica no lineal es un campo de interés de la ecografía médica porque puede ser aprovechada para producir imágenes de mejor calidad.

### Acústica musical
El comportamiento físico de la acústica musical es, mayormente, no lineal. Se han realizado varios intentos de modelar su generación de sonido a partir de la síntesis de modelos físicos, emulando su sonido utilizando mediciones de su no linealidad.

### Arreglos paramétricos
Un arreglo paramétrico es un mecanismo no lineal de transducción que genera haces de sonido de baja frecuencia, mediante la mezcla e interacción de ondas sonoras de alta frecuencia. Esto es aplicable a, por ejemplo, acústica y audio submarinos.